# Un verano para matar
Un verano para matar és una pel·lícula espanyola d'acció de 1972 en coproducció amb Itàlia i França, dirigida per Antonio Isasi-Isasmendi i protagonitzada per Christopher Mitchum, Olivia Hussey i Karl Malden. Fou estrenada a Itàlia com Ricatto alla mala i als Estats Units com a The Summertime Killer. El tema de la pel·lícula, "Summertime Killer" de Luis Enríquez Bacalov fou usat a la banda sonora de Kill Bill Vol. 2.

## Sinopsi
Un nen de sis anys presencia com el seu pare és assassinat en una piscina per tres homes. Vint anys després, els líders principals del crim organitzat internacional van sent assassinats per un jove desconegut. Després de la mort de tres d'ells, el cap de la màfia és informat pel cap de policia John Kiley (Karl Malden) que un jove està matant els seus companys de l'organització.
Kiley vola a Portugal i comença a muntar les peces del trencaclosques (Kiley i el cap mafiós havien estat amics el 1952 però al final es posaren a costats oposats de la llei). Amb ajuda d'un confident, descobreix que Raymond Castor (Christopher Mitchum) ha segrestat la filla d'Alfredi, Tania (Olivia Hussey). Marxa a Espanya per trobar-lo i descobreix un garatge on treballa Raymond. Això porta Kiley a Torrejón, on parla amb un mecànic company de Raymond. Troba l'apartament de Raymond a Madrid, que és un tresor d'informació però només hi ha una foto de Raymond, quan era petit a la piscina amb els seus pares.
Mentrestant, ell i Tania, després d'un inici accidentat (ella intenta escapar nombroses vegades i intenta matar-lo amb un pal d'armari afilat), comencen a enamorar-se. El dia que s'enfronta a Alfredi, Raymond dubta a disparar-lo, i acaba amb un dels guardaespatlles d'Alfredi disparant a Raymond, que roba una moto i intenta escapar. Llavors un accident mata Alfredi i a tots els altres.
Raymond torna a casa i hi troba el capità de la policia Kiley. És arrestat, però només per un temps. Raymond ha perdut molta sang. Tania s'ocupa d'ell el millor que pot. Kiley els deixa anar tots dos, però Raymond no entén per què. Kiley respon: "No cal que continuïs, abans que canviï d'opinió". Així que s'escapen. Quan Kiley torna a Nova York, és assassinat per mafiosos: els guardaespatlles d'Alfredi.

## Repartiment
- Christopher Mitchum: Raymond Sullivan Castor
- Karl Malden: Capità John Kiley
- Olivia Hussey: Tania Scarlotti
- Claudine Auger: Michèle, secretària d'Alfredi
- Gérard Barray: Mestre de Tania
- Raf Vallone: Alfredi
- Gérard Tichy: Alex

## Premis
Medalles del Cercle d'Escriptors Cinematogràfics
| Categoria       | Pel·lícula              | Resultat  |
| --------------- | ----------------------- | --------- |
| Millor director | Antonio Isasi-Isasmendi | Guanyador |